# Jutta Langenau
Jutta Langenau, née Großmann le 10 octobre 1933 à Erfurt et morte le 9 juillet 1982 dans la même ville, est une nageuse et femme politique est-allemande. 

## Biographie
Jutta Langenau remporte la médaille d'or du 100 mètres papillon aux Championnats d'Europe 1954 à Turin, termine sixième de la finale du 100 mètres papillon aux Jeux olympiques d'été de 1956 à Melbourne et cinquième aux Championnats d'Europe 1958 à Budapest. Au niveau national, elle remporte 14 titres de championne de RDA.
Elle devient ensuite entraîneur de natation, coachant notamment l'Allemand Roland Matthes.
En 1954, elle devient la première sportive élue à la Chambre du peuple, le parlement est-allemand.